# Jonathan Levine
Jonathan A. Levine, född 18 juni 1976 i New York, är en amerikansk filmregissör och manusförfattare. Han är mest känd för att ha regisserat filmerna The Wackness, 50/50 och Warm Bodies.

## Filmografi (i urval)
- 2006 – All the Boys Love Mandy Lane (regi)
- 2008 – The Wackness (regi och manus)
- 2011 – 50/50 (regi)
- 2013 – Warm Bodies (regi och manus)
- 2014 – Rush (TV-serie, pilotavsnitt, regi och manus)
- 2015 – The Night Before  (regi och manus)
- 2016 – Mike and Dave Need Wedding Dates (producent)
- 2017 – Snatched (regi)